# Annemieke Bes
Annemieke Marileen Bes (Groninga, 16 de marzo de 1978) es una deportista neerlandesa que compitió en vela en las clases Yngling y Elliott 6m.
Participó en tres Juegos Olímpicos de Verano, obteniendo una medalla de plata en Pekín 2008, en la clase Yngling (junto con Mandy Mulder y Merel Witteveen), el cuarto lugar en Atenas 2004 (Yngling) y el octavo en Londres 2012 (Elliott 6m).
Ganó una medalla de plata en el Campeonato Europeo de Yngling de 2008 y una medalla de bronce en el Campeonato Europeo de Elliott 6m de 2011.

## Palmarés internacional
| Juegos Olímpicos   | Juegos Olímpicos | Juegos Olímpicos | Juegos Olímpicos |
| Año                | Lugar            | Medalla          | Clase            |
| ------------------ | ---------------- | ---------------- | ---------------- |
| 2008               | Pekín (China)    | Medalla de plata | Yngling          |
| Campeonato Europeo |                  |                  |                  |
| Año                | Lugar            | Medalla          | Clase            |
| 2008               | Blanes (España)  | Medalla de plata | Yngling          |

| Campeonato Europeo | Campeonato Europeo   | Campeonato Europeo | Campeonato Europeo |
| Año                | Lugar                | Medalla            | Clase              |
| ------------------ | -------------------- | ------------------ | ------------------ |
| 2011               | Helsinki (Finlandia) | Medalla de bronce  | Elliott 6m         |